# Piero Maroún
Piero Maroún es un político venezolano. Miembro del Acción Democrática, ha sido concejal del municipio Ezequiel Zamora del estado Monagas, varias veces candidato a alcalde del municipio y electo en 2015 como diputado del Consejo Legislativo de Monagas. A partir de enero de 2024 se desempeñó secretario de organización de Acción Democrática como sucesor de Carlos Prosperi. Maroún fue detenido la noche del 17 de agosto de 2024, pocas semanas después de las elecciones presidenciales el mismo año, por tres personas no identificadas mientras cenaba en un restaurante con su esposa y una cuñada. Para entonces, era el sexto dirigente de Acción Democrático detenido.